# Iwan Kopiec
Iwan Iwanowicz Kopiec (ros. Иван Иванович Копец; ur. 6 września?/19 września 1908, zm. 23 czerwca 1941) – radziecki pilot myśliwski, generał major lotnictwa, dowódca sił powietrznych Specjalnego Zachodniego Okręgu Wojskowego w początkach II wojny światowej na froncie wschodnim, Bohater Związku Radzieckiego.  

## Życiorys
Urodził się w Carskim Siole koło Petersburga w rodzinie robotniczej. Z pochodzenia był Białorusinem.
W 1925 ukończył 8-klasową szkołę w Iszymie i podjął pracę jako sekretarz w sądzie okręgowym. W 1927 został powołany do odbycia zasadniczej służby wojskowej. Rok później (1928) skierowano go do Leningradzkiej Szkoły Wojskowo-Teoretycznej, w 1929 ukończył Kaczyńską Szkołę Lotników № 1 w Zarajsku, a w 1935 kurs doskonalenia wyższej kadry dowódczej przy Akademii Sztabu Generalnego. Służył w 70. wydzielonym oddziale myśliwskim przy Akademii Lotniczej im. Żukowskiego.
Od września 1936 ochotniczo brał udział w wojnie domowej w Hiszpanii, początkowo jako pilot myśliwca, następnie jako dowódca grupy myśliwców w oddziałach Republiki. Latając na Nieuport 52, a następnie na I-15, w ciągu 300 godzin lotów bojowych zaliczył 5 zwycięstw powietrznych (3 „Heinkele” i 2 „Fiaty”). Za udział w tej wojnie otrzymał Order Czerwonego Sztandaru (2 stycznia 1937) i tytuł Bohatera Związku Radzieckiego (21 czerwca 1937) oraz podpisany osobiście przez Stalina awans ze stopnia lejtnanta na pułkownika. Hiszpanię opuścił w czerwcu 1937.
22 lutego 1938, w wieku zaledwie 29 lat, został mianowany zastępcą dowódcy sił powietrznych Leningradzkiego Okręgu Wojskowego i kombrigiem (dowódcą brygady). W czasie wojny zimowej (radziecko-fińskiej) był dowódcą sił powietrznych 8 Armii, a za wojnę tę po raz drugi otrzymał Order Lenina. 4 czerwca 1940 otrzymał stopień generała-majora lotnictwa.
Gdy nastąpił atak Niemiec na ZSRR – 22 czerwca 1941 – Kopiec był dowódcą sił powietrznych Frontu Zachodniego (utworzonego ze Specjalnego Zachodniego Okręgu Wojskowego). 22 czerwca 1941, późnym wieczorem zastrzelił się w kwaterze głównej dowódcy Frontu Zachodniego w Mińsku, po otrzymaniu rozkazu ofensywy na atakującą niemiecką Grupę Armii „Środek”, nie dysponując już odpowiednimi siłami do jego wykonania (na 26 lotniskach okręgu zbombardowanych przez Niemców w tym dniu, zniszczeniu uległo 528 radzieckich samolotów z ogólnej liczby 1453, dalszych 204 stracono w walce). Klęska ta była spowodowana rozmieszczeniem samolotów zbyt blisko granicy i brakiem ich zamaskowania, mimo posiadania już licznych informacji o spodziewanym ataku.